# Periphery III: Select Difficulty
Periphery III: Select Difficulty è il quinto album in studio del gruppo musicale statunitense Periphery, pubblicato il 22 luglio 2016 dalla Sumerian Records e dalla Century Media Records.

## Tracce
Testi di Spencer Sotelo, musiche dei Periphery.
1. The Price Is Wrong – 3:57
2. Motormouth – 4:50
3. Marigold – 7:20
4. The Way the News Goes... – 5:04
5. Remain Indoors – 6:10
6. Habitual Line-Stepper – 6:52
7. Flatline – 5:51
8. Absolomb – 7:44
9. Catch Fire – 3:54
10. Prayer Position – 4:37
11. Lune – 7:47

## Formazione
Gruppo
- Spencer Sotelo – voce
- Misha "Bulb" Mansoor – chitarra, sintetizzatore, programmazione, arrangiamenti orchestrali
- Jake Bowen – chitarra
- Mark Holcomb – chitarra
- Adam "Nolly" Getgood – basso, chitarra aggiuntiva
- Matt Halpern – batteria

Produzione
- Misha "Bulb" Mansoor – produzione, missaggio
- Spencer Sotelo, Taylor Larson – produzione parti vocali
- Adam "Nolly" Getgood – ingegneria del suono, missaggio
- Ermin Hamidovic – mastering